# 존 코텔라왈라
존 리오넬 코텔라왈라(싱할라어: ජෝන් ලයනල් කොතලාවල, 1897년 4월 4일~1980년 10월 2일)는 1953년부터 1956년까지 실론의 제3대 총리를 지낸 스리랑카의 정치인이다.
부유한 토지 소유와 광업 가정에서 태어난 코텔라왈라는 아버지의 자살과 그에 따른 재정적 어려움으로 힘든 어린 시절을 보냈다. 그는 로열 칼리지 콜롬보와 케임브리지 크라이스트스 칼리지에서 교육을 받은 후 농부가 되어 가족의 사유지와 광산을 운영하기 위해 돌아왔다. 코텔라왈라는 1922년 실론 방위군에서 자원 장교로 입대했다. 정치적으로 활동적인 가족 출신으로, 그는 1931년 실론 주의회에 선출된 후 주류 정치에 입문했다. 그는 이어 제2차 실론 장관 이사회에서 통신 및 작업부 장관을 역임했다. 실론 경보병의 지휘관으로 근무한 후, 그는 1942년에 대령 계급으로 예비역으로 전근했다.
1945년 실론이 독립하면서 그는 국회의원으로 선출되었고, 초대 교통공사부 장관으로서 내각의 일원이 되었다. 그의 삼촌인 실론의 초대 총리 돈 스티븐 세나나야케가 갑작스럽게 사망했을 때 총리직으로 간과되었다. 1년 후, 그는 그의 사촌인 더들리 세나나야케의 뒤를 이어 1956년 총선에서 패배할 때까지 실론의 제3대 총리가 되었다. 코텔라왈라는 켄트주로 망명하여 정치에서 은퇴하였다. 고향 칸다왈라를 국가에 기부하여 국방대학교를 설립한 그는 임종을 맞이하여 장군 계급장을 받았다.

## 초기 정치 경력
1915년 초, 코텔라왈라는 돈 스티븐 세나나야케와 그의 동생 프레드릭 리차드 세나나야케와 같은 정치 지도자들과 연루되었다. 그들은 1915년 폭동 이후 영국 식민지 관리들의 많은 행동들을 비판했다.

## 국무원
존 코텔라왈라 대위는 1931년 실론 주의회 선거에서 쿠루네갈라 의석을 놓고 경쟁하였다. 그는 17159표를 얻어 9045표의 다수를 차지하였다. 국무원에 당선된 그는 첫 임기 동안 백벤처를 지냈다. 그는 1936년 쿠루네갈라 주 의회 선거에서 반대 없이 재선되었고, 실론 제2차 각료회의의 통신 및 공사 위원회 의장으로 선출되었다. 장관으로서, 그는 섬에서 몇몇 주요 공공 사업 프로젝트의 시작을 감독했다.

## 총리직

### 국내 정책
그의 정부는 1953년 하탈에 이르게 한 쌀 보조금을 부분적으로 유지하였다. 열렬한 반공주의자였던 그는 노동조합과 좌파 정당에 대해 강경한 입장을 취했다. 그는 노동조합의 활동에서 교통과 통신에 미치는 영향을 최소화하기 위해 실론 철도 엔지니어 군단과 우편 및 전신 신호를 결성했다.
그는 1954년 4월 영국 왕립 영연방 투어에서 실론 엘리자베스 2세와 에든버러 공작 필립을 초청하여, 솔베리 경의 테너가 끝났을 때 실론 총독의 임명을 요청하였다. 1954년 7월 올리버 구네틸레케 경이 총독으로 임명되었다. 코텔라왈라 자신은 방문 기간 동안 추밀원에 임명되었다.

### 외교 정책

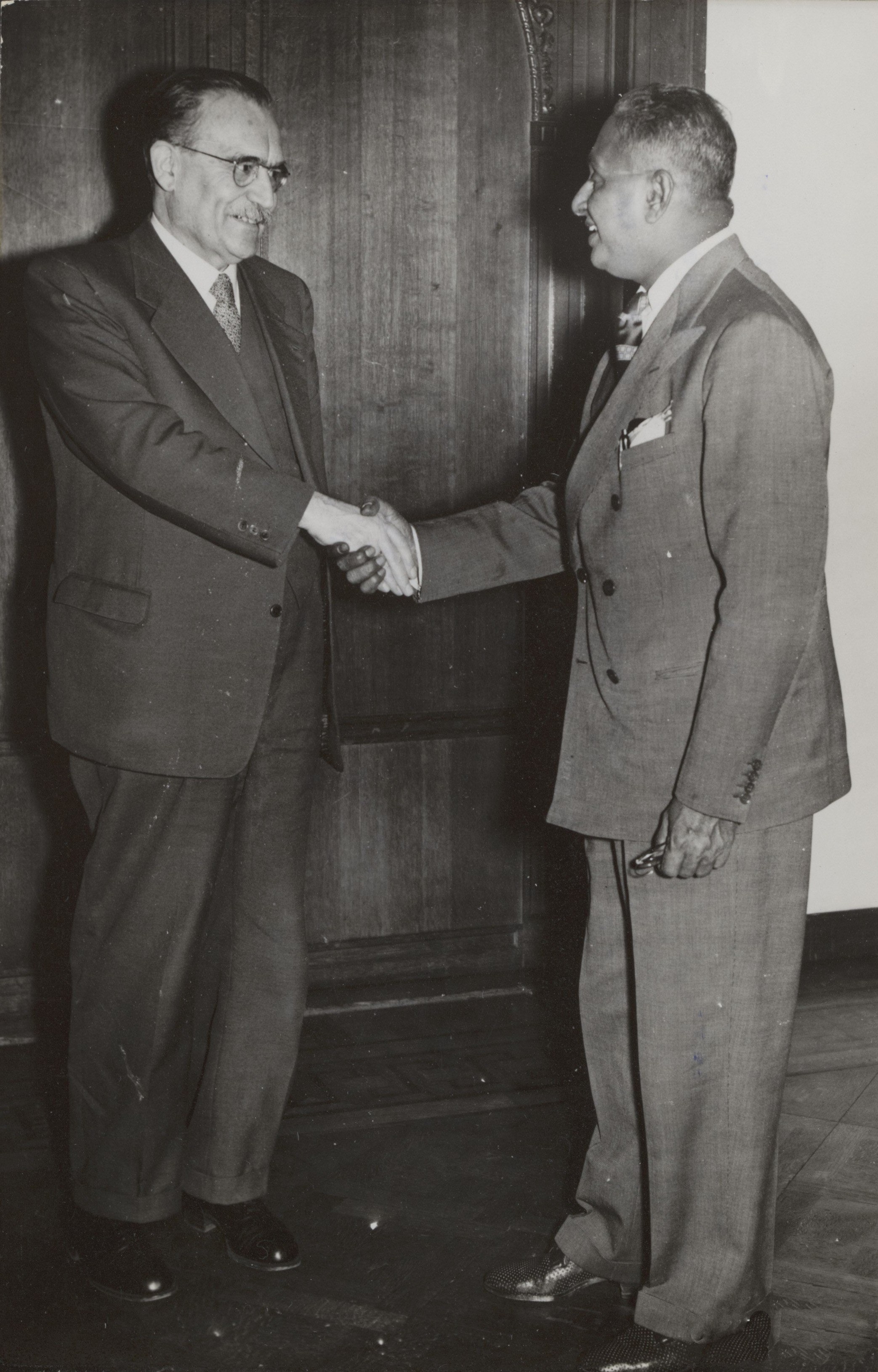
존 코텔라왈라는 1955년 헤이그에서 네덜란드의 총리 빌럼 드레이스와 만났다.

총리로서 코텔라왈라는 스리랑카를 유엔으로 이끌었고 스리랑카의 대외 관계, 특히 다른 아시아 국가들과의 외교 관계를 확장하는 데 기여했다. 1955년 인도네시아에서 열린 반둥 회의에 참석하여 남중국해에서 미국 제7함대의 존재에 대한 지식이 부족하고 "포르모산"을 발음할 수 없다는 이유로 스리랑카에서 "반둥 당나귀"라는 별명을 얻었다. 회의에서 그의 논란의 여지가 없는 첫 연설은 레이크 하우스 그룹의 언론인들에 의해 쓰여졌지만, 그는 반공 발언을 하기 위해 영국 정부의 영향을 받았다. 그는 기자 회견에서 이런 발언을 했지만 곧 철회했다. 그는 나중에 의회에서 드 소야에게 압력을 받아 이런 발언을 했을 뿐이라고 고백했다. 회의에서 그는 유행하는 마르크스주의 반제국주의 수사학이 공산주의의 만행을 무시한다는 자신의 신념을 밝혔다. 파키스탄, 인도, 버마, 중국의 총리들과의 사적인 대화에서, 그는 중국 총리 저우언라이에게 그가 티베트에 공산주의를 가져오기를 원하는지 물었다. 저우는 "중국이 티베트로 간 것은 중국 국가의 필수적인 부분"이며, 역사적으로 대영 제국과 러시아 제국으로부터 "제국주의적 음모"에 의해 위협을 받았기 때문"이라고 답변했다.

### 선거 패배
그의 정부는 경제적 문제와 민족적 갈등을 다루어야 했다. 그의 임기는 1957년까지 유효했지만, 그는 1956년에 새로운 선거를 요구하며 의회를 해산시켰다. 그러나 1956년 총선에서 UNP는 솔로몬 반다라나이케의 지도 아래 보다 급진적인 쇼비니즘 성향의 싱할라파 정당들에 의해 큰 패배를 당했다. UNP는 의회에서 겨우 8석을 얻을 수 있었다.

## 만년
코텔라왈라는 선거 패배 직후 정계에서 은퇴했다. 그는 켄트주의 비덴덴에 있는 브로그스 우드 부동산을 샀고, 그곳에서 몇 년을 살았다. 그는 결국 실론으로 돌아왔다. 윌리엄 고팔라와의 1기 임기가 끝나면서 총독 자리가 공석이 되자, 그는 당시 정부에 있던 통일국민당으로부터 총독 자리에 지명되기를 희망했다. 그러나 총리로서 더들리 세나나야케는 그의 두 번째 임기에 고팔라와의 후임자를 지명하지 않았고 그에게 연임을 허락했다.

## 사망
1980년 9월 29일 칸다왈라에서 뇌졸중으로 쓰러져 콜롬보 종합병원의 심장병동으로 옮겨졌다. 10월 1일 주니우스 리차드 자야와데네 대통령은 코텔라왈라를 방문하여 코텔라왈라에게 국가에 대한 그의 오랜 봉사를 인정하여 육군 의용군 장군의 명예 계급장을 수여했다. 이 영예는 10월 11일 제안된 국방 아카데미 설립식에서 수여될 예정이었다.
1980년 10월 2일 콜롬보 종합병원에서 사망하였다. 10월 5일, 칸다왈라에 보관되어 있던 코텔라왈라의 관은 독립광장에서의 마지막 의식에 앞서 안치되기 위해 국회의사당으로 옮겨졌다.

## 사생활
코텔라왈라는 그의 화려함과 그가 사귀는 동료로 유명했다. 그는 칸다왈라에 있는 그의 집과 누와라 엘리야에 있는 그의 오두막에서 손님들을 대접했다. 총리로서도 그는 칸다왈라에 거주했다.